# Mariusz Janiszewski
Mariusz Janiszewski (ur. 5 października 1975 w Warszawie) – polski fotograf reklamowy, freelancer.

## Życiorys
Był współzałożycielem i fotoedytorem pisma internetowego Aorta. Współpracuje jako fotoreporter z doc! photo magazine. Jest członkiem europejskiej grupy fotograficznej The Street Collective. Jego prace były publikowane w takich czasopismach jak: National Geographic, Poznaj Świat, Digital Camera Polska, 6 Mois i Le Journal de la photographie.

## Nagrody
Był m.in.:
- laureatem Humanity Photo Awards w 2013,
- finalistą Hasselblad Masters Awards w 2014,
- laureatem Grand Press Photo w 2013,
- laureatem WKF National Geographic Polska w 2012,
- zwycięzcą konkursu Uchwyć decydujący moment w 2011,
- finalistą Projektu Przetwórnia w 2013,
- laureatem Leica Street Photo w 2011,
- finalistą konkursu Portret 2011 organizowanego przez miejski dom kultury w Kole[1].